# Mariano Muñoz y López
Mariano Muñoz y López fue un político español.

## Reseña biográfica
Fue abogado de los Tribunales Nacionales y en 1841 firmó artículos en el periódico demócrata madrileño El Pueblo Soberano.
Fue nombrado jefe político en comisión de la provincia de Zaragoza del 01 de noviembre de 1843 al 16 de enero de 1844.
En 1844 fue trasladado al puesto de jefe político de la provincia de Murcia, destacando de su mandato los motines de Cartagena de 1844.
Desde 1845 a 1848 lo fue de la provincia de Burgos, destacando su organización de la visita de la reina Isabel II de España a la capital provincial en septiembre de 1845, ante la que Muñoz y López recitó una poesía.
En 1848 a 1849 lo fue de la provincia de Soria, cuando el cargo fue transformado en el de gobernador civil. Muñoz y López continuaría como el primer gobernador civil de Soria.